# بریستول سوپرفرایتر
بریستول سوپرفرایتر (به انگلیسی: Bristol Superfreighter) یک هواگرد ساختِ کارخانهٔ بریستول ایروپلین در کشور بریتانیا است . نخستین استفاده‌کنندهٔ این هواپیما Silver City Airways بوده‌است. این هواگرد برای نخستین بار در ۱۶ ژانویه ۱۹۵۳ میلادی مورد استفاده قرار گرفت.